# Bersaljerji
Korpus bersaljerjev (italijansko Bersaglieri; dobesedno ostrostrelci) je naziv za korpus Italijanske kopenske vojske, ki ga je 18. junija 1836 ustanovil Alessandro Ferrero La Marmora za  redno sardinsko vojsko, ki se je pozneje preoblikovala v Kraljevo italijansko kopensko vojsko. Vedno so veljali za visokomobilno lahko pehoto. Še danes so poznani po klobuku s črnimi peresi divjega petelina in po dejstvu, da na paradah ne korakajo, ampak (skoraj) tečejo.

## Zgodovina
Revna Kraljevina Piemont-Sardinija si ni mogla privoščiti vzdrževanja drage konjenice, zato je potrebovala hitro premikajoče pehotne enote. Po vzoru francoskih chasseurs je tako Alessandro Ferrero La Marmora predlagal ustanovitev bersaljerjev, ki so bili že ob ustanovitvi smatrani za elitno enoto. Zaradi hitrega premikanja so morali biti vojaki zelo vzdržljivi, hkrati pa so zahtevali visoko natančnost pri streljanju. V primerjavi z drugimi enotami so pri bersaljerjih vedno spodbujali samostojno delovanje in iniciativo, da bi lahko delovali v manjših, bolj neodvisnih enotah, za katere ne bi bilo potrebno neposredno nadzorstvo oz. poveljevanje. V boju so streljali posamično in ne v plutonih, kot ostale pehotne enote; hkrati pa so nosili 60 nabojev, namesto 40 kot ostali polki. Od ustanovitve so bersaljerji poznani tudi po zelo hitrem koraku na paradah (130 korakov na minuto), ki skoraj spominja na tek; še danes isti tempo uporabljajo tudi med opravljanjem dolžnosti v vojašnici (v primeru če tega ne delajo, jim grozi kaznovanje). Glavna naloga bersaljerjev je bila izvajanje izvidništva, nadlegovanje sovražnika, po potrebi so delovali tudi kot jurišna enota. Prvotno je bila bersaljerjem namenjena tudi vloga gorskih enot, ki pa je bila leta 1872 dodeljena novoustanovljenim Alpinom; od takrat med obema enotama obstaja rivalstvo.
Med prvo italijansko osamosvojitveno vojno so se bersaljerji izkazali med bitko za Goito (1848), medtem ko so še najbolj znani po bitki za Rim leta 1870, s katero se je zaključila združitev Italije. 
Ko se je piemontska armada leta 1860 preoblikovala v Kraljevo italijansko kopensko vojsko, so omejili število bersaljerskih enot, in sicer na 12 polkov. Polki pa večinoma niso delovali skupaj, ampak so posamezne bataljone dodelili brigadam in divizijam. Konec 19. stoletja pa so bersaljerske polke uporabili kot strateške rezerve korpusov.
Med prvo svetovno vojno se je v sestavi bersaljerskih enot bojevalo 210.000 vojakov, od katerih jih je 32.000 padlo in 50.000 je bilo ranjenih. Zadnji italijanski veteran prve svetovne vojne, Delfino Borroni, je bil pripadnik 6. bersaljerskega polka.
Po koncu vojne so zmanjšali število bataljonov v polku na dva, ter hkrati reorganizirali bersaljerje v kolesarske enote (že ob začetku stoletja so bili nekatere enote opremljene s kolesi), ki naj bi kot hitromobilna enota spremljali konjenico. Potem ko so v Kraljevi italijanski kopenski vojski pričeli uvajati tudi mehanizirane in tankovske enote, so bersaljerji še vedno ostali v neposredni povezavi; vsaki oklepni in motorizirani diviziji je bil tako dodeljen en bersaljerski polk.
Med drugo svetovno vojno so povečali število bataljonov v polku na tri, pri čemer pa so ohranili visoke predvojne kriterije za vstop. 
Po vojni so bersaljerji izgubili kolesa, nato pa so jih preoblikovali v mehanizirane enote. Danes jih uporabljajo za udeležbo v mednarodnih mirovnih misijah: tako so sodelovali v Večnacionalni sili v Libanonu, bili vpleteni v vojne v nekdanji Jugoslaviji in somalski državljanski vojni kot tudi iraške vojne.

## Tradicija
Trenutno bersaljerji še vedno ohranjajo tradicijo glede oblačil oz. oznak v dve skupini; 1. skupina je obvezna, medtem ko je 2. skupina visoko priporočena:
- črne rokavice: tri leta po ustanovitvi so prevzeli črne rokavice, katere nosijo še danes (vsi drugi italijanski polki nosijo bele rokavice);
- črni klobuk vaira;
- črna peresa divjega petelina: šop petelinjih peres nosijo od italijanske osamosvojitvene vojne in še danes jih nosijo na vseh pokrivalih;
- oznaka bersaljerjev: slednja je sestavljena iz lovskega roga, dveh prekrižanih pušk in granate, iz katere izhaja sedem plemenov;
- oznaka polka: častniki in maršali morajo na pokrivalu nositi tudi številko oz. oznako svojega polka;
- na ovratniku nosijo škrlatno-rdeče plemene;
- orkester (katerega sestavljajo le pihala) nikoli ne igra državne himne,...;
- namesto plašča se pri ceremonialni uniformi nosi črno ogrinjalo;
- častniki in maršali nosijo visoke usnjene škornje;
- posebna povelja za obrat ali korak vstran,..

### Galerija
- Ovrtni škrlatnordeči plemen
- Oznaka bersaljerjev
- Značilni rdeči fes
- Značilni bersaljerski klobuk s šopom peres

## Današnje enote
- Bersaljerska brigada Garibaldi
- 1. bersaljerski polk
- 3. bersaljerski polk
- 6. bersaljerski polk
- 7. bersaljerski polk
- 8. bersaljerski polk
- 11. bersaljerski polk